# Nalma
Nalma – gaun wikas samiti w zachodniej części Nepalu w strefie Gandaki w dystrykcie Lamjung. Według nepalskiego spisu powszechnego z 2001 roku liczył on 476 gospodarstw domowych i 2323 mieszkańców (1188 kobiet i 1135 mężczyzn).